# Ustrój polityczny Litwy
Ustrój polityczny Litwy – struktura organizacyjna państwa litewskiego. Zgodnie z konstytucją, Litwa jest demokracją parlamentarno-gabinetową, w której gwarantowany jest trójpodział władz. Władza ustawodawcza spoczywa w rękach jednoizbowego parlamentu, władza wykonawcza – prezydenta i rządu, a władzę sądowniczą sprawują niezawisłe sądy.

## Zarys historii ustroju
Litwa uzyskała niepodległość, kiedy to 16 lutego 1918 roku Litewska Rada Narodowa, z przewodniczącym Antanasem Smetoną na czele, ogłosiła Deklarację Niepodległości Litwy. Wkrótce potem zebrała się konstytuanta, którą był Sejm Ustawodawczy. W organie tym wyraźną przewagę posiadali przedstawiciele Partii Chrześcijańsko-Demokratycznej. Uchwalono tymczasową konstytucję (12 czerwca 1920 r.), a w ponad 2 lata później oficjalnie już zatwierdzono konstytucję Litwy z 1 sierpnia 1922 roku. Wprowadzała ona ustrój parlamentarno-gabinetowy.
W latach międzywojennych, na Litwie, podobnie jak w większości państw europejskich miało miejsce przejęcie władzy przez siły autorytarne i ustanowienie takiegoż reżimu. W nocy z 16 na 17 grudnia 1926 roku, zamach stanu przeprowadza Antanas Smetona, który zostaje w krótkim czasie wybrany „wodzem narodu” i prezydentem. Kiedy Seimas uchwala rządowi wotum nieufności, Smetona rozwiązuje parlament.
17 czerwca 1940 roku na tereny państw bałtyckich wkroczyły oddziały Armii Czerwonej. Wymusiły one zmiany w rządach i rozpisanie wyborów parlamentarnych. Nowe parlamenty uchwaliły wnioski o przyjęcie w skład ZSRR. Litwa straciła własny byt państwowy po włączeniu jej prawodawstwa w skład ustaw zasadniczych republik radzieckich 25 lipca 1940 roku.

## Konstytucja
Litwa odzyskała niepodległość gdy ZSRR chyliło się już ku upadkowi. 11 marca 1990 roku Rada Najwyższa Litewskiej Socjalistycznej Republiki Radzieckiej uchwaliła akt proklamacji niepodległości państwa oraz przyjęła tymczasową konstytucję. Obecnie obowiązująca konstytucja została uchwalona 6 listopada 1992 roku, a zaaprobowana w referendum z 25 października 1992 roku.

## Parlament
Litewski parlament jest jednoizbowy, nosi on litewską nazwę Seimas. Składa się ze 141 posłów, wybieranych na 4 lata w oparciu o zasadę powszechności, równości, bezpośredniości i tajności (wybory czteroprzymiotnikowe). Wybory do parlamentu odbywają się w pierwszą sobotę października w roku wyborczym. Podział mandatów odbywa się według systemu proporcjonalnego, a klauzula zaporowa wynosi 5%. Każdy wyborca posiada dwa głosy: jeden oddaje na kandydata w swoim okręgu wyborczym (jednomandatowym), a jeden na listę partyjną. Prawo wyborcze czynne posiadają osoby, które ukończyły co najmniej 18 lat, a prawo wyborcze bierne – mające przynajmniej lat 25. Aby wybory były ważne, obowiązuje wymóg minimalnej frekwencji, wynoszącej 25%.
Seimas sprawuje władzę ustawodawczą i ustrojodawczą, tzn. może uchwalać ustawy (w tej kwestii posiada wyłączność) i zmieniać konstytucję. Aby doszło do zmiany ustawy zasadniczej, należy ją przegłosować dwukrotnym głosowaniem kwalifikowanym, 2/3 składu parlamentu. Wyjątkiem tutaj są podstawowe zasady ustrojowe (art. 1 i 14), które zmienić można jedynie drogą referendum ogólnokrajowego.
Seimas może w dowolnym momencie uchwalić rządowi wotum nieufności, a także korzysta z uprawnienia do powoływania m.in. członków Sądu Najwyższego, Sądu Konstytucyjnego i kontrolera państwowego. Parlament wybrany w przedterminowych wyborach korzysta z ograniczonego w czasie prawa do rozpisania przedterminowych wyborów głowy państwa.
Ważniejsze partie polityczne:
- Akcja Wyborcza Polaków na Litwie (Lietuvos lenkų rinkimų akcija, AWPL/LLRA)
- Litewski Ludowy Związek Chłopski (Lietuvos valstiečių liaudininkų sąjunga, LVLS)
- Nowy Związek (Socjalliberałowie) (Naujoji sąjunga (socialliberalai), NS)
- Partia Pracy (Darbo Partija, DP)
- Porządek i Sprawiedliwość (Tvarka ir teisingumas, TT)
- Ruch Liberalny Republiki Litewskiej (Lietuvos Respublikos Liberalų sąjūdis, LRLS)
- Litewska Partia Socjaldemokratyczna (Lietuvos Socialdemokratu Partija, LSDP)
- Świt Niemna (Nemuno Aušra, PPNA)
- Związek Demokratów „W imię Litwy” (Demokratų sąjunga „Vardan Lietuvos”, DSVL)
- Związek Liberałów i Centrum (Liberalų ir Centro Sąjunga, LiCS)
- Związek Ojczyzny (Tėvynės Sąjunga, TS)

## Prezydent
Jest głową państwa, pochodzącą z wyborów czteroprzymiotnikowych, tj. powszechnych, równych, bezpośrednich i tajnych. Wybierany jest na kadencję trwającą 5 lat. Kandydat musi ukończyć minimum 40 lat i od co najmniej 3 lat zamieszkiwać terytorium państwa, będąc jego pełnoprawnym obywatelem.
Aby kandydować na prezydenta potrzebne jest zebranie 20 000 podpisów.

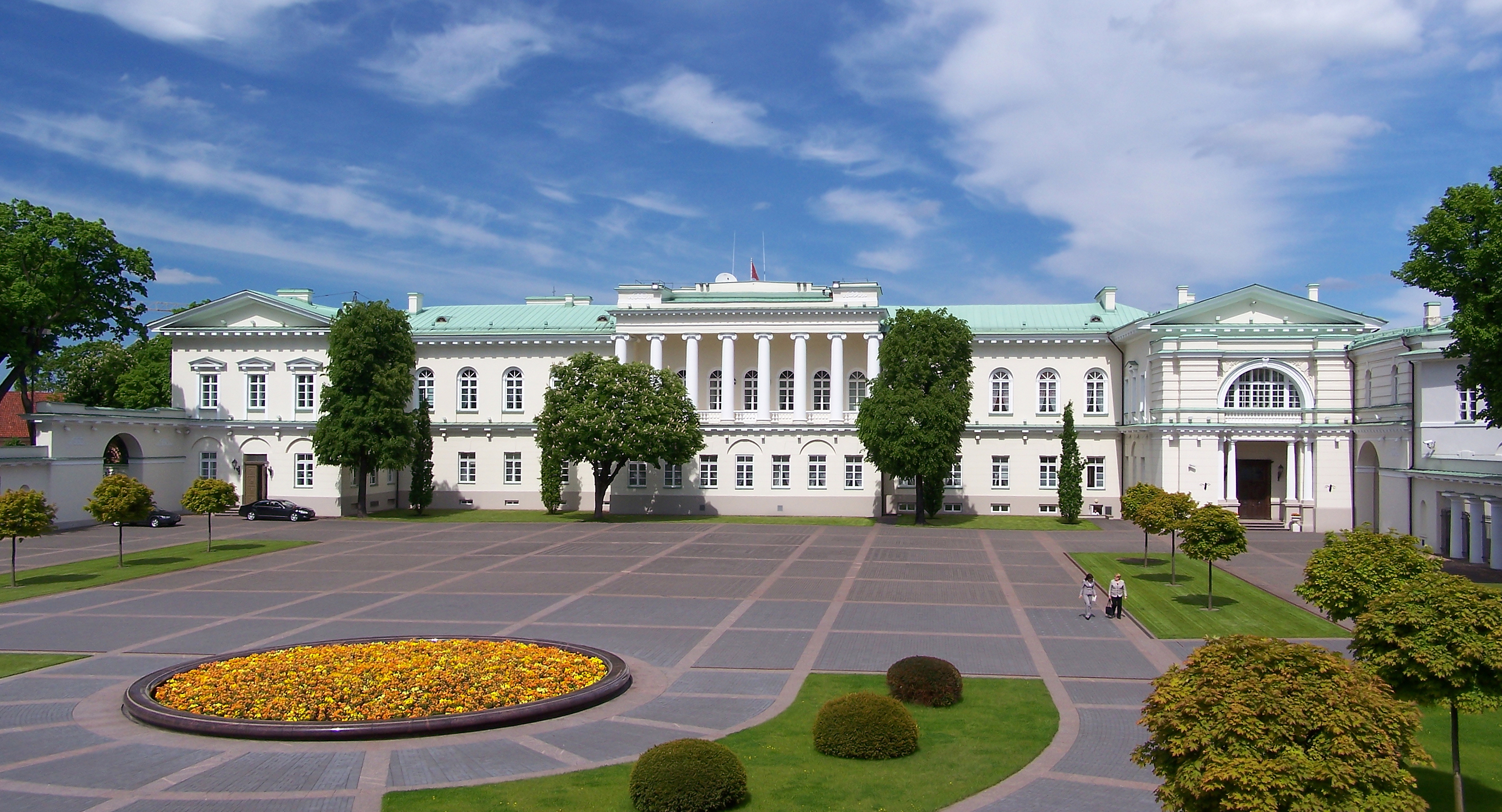
Pałac prezydencki w Wilnie

Prezydent desygnuje kandydata na premiera, a następnie na jego wniosek mianuje ministrów. Objęcie urzędu przez nową głowę państwa obliguje rząd do dymisji. We wskazanym w konstytucji zakresie zobowiązany jest do rozpisywania przedterminowych wyborów do parlamentu. Zgłasza parlamentowi kandydatów na m.in. sędziów i przewodniczącego Sądu Najwyższego, Sądu Konstytucyjnego oraz kontrolera państwowego. Posiada prawo weta wobec ustaw uchwalanych przez Seimas.
Prezydent może rozwiązać parlament gdy:
- Seimas w ciągu 30 dni od przedstawienia przez nowo utworzony rząd programu działania nie zajął wobec niego żadnego stanowiska, lub też w ciągu 60 dni od przedstawienia pierwszego programu dwukrotnie nie zaaprobował programu rządowego,
- rząd zwrócił się do prezydenta z takim wnioskiem po uchwaleniu przez niego wotum nieufności.

Seimas może zdjąć prezydenta z urzędu, w przypadku brutalnego łamania ustawy zasadniczej lub przysięgi, albo też wyjawienia, iż popełnione zostało przestępstwo. Uchwała o pociągnięciu prezydenta do odpowiedzialności musi uzyskać poparcie 3/5 składu parlamentu i po zasięgnięciu niewiążącej opinii Sądu Konstytucyjnego.

## Rząd
Prezydent powołuje i odwołuje premiera, a na jego wniosek ministrów. Rząd składa się z premiera i ministrów (brak wicepremiera i wiceministrów). Dla uzyskania pełnomocnictw niezbędne jest wyrażenie przez parlament (poprzez większość głosujących) akceptacji dla rządowego programu działania. Wymiana ponad 1/2 ministrów wymaga ponownego wystąpienia przez premiera o udzielenie rządowi pełnomocnictw.
Parlament może w dowolnej chwili doprowadzić do dymisji rządu. W czasie sesji prac parlamentu co najmniej 1/5 posłów może wystąpić do premiera (lub ministra) z interpelacją lub też zgłosić projekt uchwały o wotum nieufności dla rządu. Parlament po wysłuchaniu odpowiedzi rządowej na interpelację, może przegłosować (większością 50% składu parlamentu) wotum nieufności dla rządu, premiera lub ministra.

## Sąd Konstytucyjny
Sąd Konstytucyjny (lit. Konstitucinis Teismas) to organ złożony z 9 niezawisłych sędziów, mianowanych przez Seimas, co 3 lata odnawiana jest 1/3 składu Sądu Konstytucyjnego. Kandydatów (po 3 osoby) desygnują: prezydent, przewodniczący parlamentu i przewodniczący Sądu Najwyższego.
Sąd Konstytucyjny orzeka o:
- zgodności z konstytucją działań prezydenta i innych członków organów władzy,
- hierarchicznej zgodności aktów prawnych.

## Kontrola Państwowa
Sprawuje ona kontrolę nad zgodnym z prawem wykorzystaniem i zarządzeniem majątkiem państwowym oraz nad prawidłowym wykonywaniem postanowień zawartych w budżecie. Jej pracami kieruje kontroler państwowy wyznaczany na kadencję 5 lat przez Seimas na wniosek prezydenta.